# Benjamin Blumenfeld
Pour les articles homonymes, voir Blumenfeld.
Benjamin Blumenfeld (en russe : Бениамин Маркович Блюменфельд : Beniamine Markovitch Blioumenfeld) est un joueur d'échecs russe né le 24 mai 1884 à Vawkavysk et mort le 15 mars 1947 à Moscou.

## Contributions à la théorie des ouvertures
Son nom a été donné à une ouverture d'échecs : le « gambit Blumenfeld » : 
- 1. d4 Cf6 2. c4 e6 3. Cf3 c5 4. d5 b5, qui peut également être obtenu par 1. d4 Cf6 2. c4 c5 3. d5 e6 4. Cf3 b5.

Ce gambit fut joué pour la première fois par Alekhine contre Tarrasch au tournoi de Pistyan en 1902.
La variante Blumenfeld est une des variantes principales de la défense de Méran :
- 1. d4 d5 2. c4 e6 3. Cc3 Cf6 4. Cf3 c6 5. e3 Cbd7 6. Fd3 dxc4 7. Fxc4 b5 8. Fd3 a6 9. e4 c5 10. e5 cxd4 11. Cxb5.

## Carrière aux échecs
En 1903-1904, il finit cinquième du championnat de Berlin (victoire de Horatio Caro devant Ossip Bernstein, Rudolf Spielmann et Wilhelm Cohn). En janvier 1906, il termina deuxième du quatrième championnat de Russie d'échecs, ex æquo avec Akiba Rubinstein (victoire de George Salwe). En 1907-1908, il remporta le tournoi d'Automne du club de Moscou avec 13,5 points sur 13. En 1908, il fut deuxième du championnat d'échecs de Moscou (victoire de Vladimir Nenarokov). En 1908 et 1909, il perdit des matchs contre Alexandre Alekhine (0 à 2 et 0,5 à 4,5). En 1911, il finit troisième du tournoi à handicap de Moscou remporté par Alekhine. En 1912, il termina sixième du championnat pan-russe à Vilnius avec 9 points sur 18.
Après la Première Guerre mondiale, il finit huitième, avec 8 points sur 15, du premier championnat soviétique à Moscou remporté par Alekhine. Il fut quatrième du mémorial Leopold Trebitsch à Vienne remporté par Grünfeld et Tartakover.
En 1925, il termina deuxième ex æquo du championnat de Moscou.